# Nettlecombe
Nettlecombe is een civil parish in het bestuurlijke gebied Somerset West and Taunton, in het Engelse graafschap Somerset met 174 inwoners.